# Allen Shawn
Pour les articles homonymes, voir Shawn.
Allen Shawn (né le 27 août 1948) est un compositeur classique, pianiste, enseignant et auteur américain vivant dans le Vermont.

## Musique
Les enregistrements d'Among Shawn comptent plusieurs pièces de musique de chambre et pour piano, ainsi que son Concerto pour piano interprété par Ursula Oppens et l'Orchestre symphonique d'Albany (en) sous la direction de David Alan Miller (en).
Shawn a composé And in the air these sounds... pour baryton et orchestre à l'occasion du centième anniversaire de John Steinbeck (2002). Cette pièce est une commande de Kate Tamarkin et du Monterey Symphony. Le baryton est Clayton Brainerd. Elle a été interprétée une deuxième fois par le Vermont Symphony Orchestra (en) au printemps 2003.

## Ouvrages
Shawn a écrit un livre sur le compositeur autrichien du XXe siècle Arnold Schönberg, Arnold Schoenberg's Journey.
Son livre Wish I Could Be There: Notes from a Phobic Life (2007) traite de son expérience de l'anxiété et des crises de panique, ainsi que de ses rapports avec sa sœur jumelle autiste Mary. Plus récemment, il a publié Twin: A Memoir (2011), également sur Mary et sa relation avec elle. Il a parlé de ce livre avec Terry Gross dans l'émission de WHYY Fresh Air du 3 janvier 2011.

## Biographie
Fils de l'éditeur du New Yorker William Shawn (en) et frère de l'acteur et dramaturge Wallace Shawn, Shawn a étudié à l'Université Harvard, où il a obtenu un bachelor, ainsi qu'en France avec Nadia Boulanger.
Il enseigne la composition et l'histoire de la musique à Bennington College, dans le Vermont. Il a été marié à l'écrivain Jamaica Kincaid, avec laquelle il a eu un fils, Harold, et une fille, Annie.
Il est actuellement marié à la pianiste Yoshiko Sato (qui travaille aussi à Bennington College), avec laquelle il a eu un fils en 2008.